# 仁藤優子
仁藤 優子（にとう ゆうこ、1971年8月28日 - 、本名：栗田 優子、旧姓：仁藤 優子 ）は、日本の女優、元アイドルである。ヘリンボーン所属。

## 来歴
- 千葉県千葉市出身[1]。
- 堀越高等学校卒業[6]。
- 中学1年生の時に東京宝映テレビのオーディションに応募するが、そこでは芝居中心で、歌をやりたい自分にとっては何か違うと思い、中学2年生の時にはホリプロに応募。こちらからはレッスンを受けに来ないかと誘われ、東京宝映テレビは辞めてホリプロに通うようになる[7]。
- 1986年の中学3年生の時、ホリプロタレントスカウトキャラバンにエントリーし、中森明菜の「少女A」を歌い、「アクターアクトレス賞」を受賞し、芸能界入り[5][8][9]。当時は親も反対こそしなかったが、デビューできるとは思っていなかったという[9]。母に付き添われて家を出る時も、父に「すぐ帰って来るからね」と言っており、その時は「どうせ落ちる」と思っていたという[9]。ただ元々歌をやりたい自分としては、受賞したのがアクターアクトレス賞だったことで「正直ショックだった」と後日話していたことがある[7]。
- 1987年6月17日、「おこりんぼの人魚」で歌手デビュー[8]。同年の日本歌謡大賞で放送音楽新人賞を受賞。歌唱力の評価は高かったが、喉の不調などによりその後は歌手業を断念し[10]、一時期は同事務所の井森美幸とともにバラドルとして活躍した。その後は女優に転向した。
- 芸能人女子フットサルチーム「XANADU loves NHC」に所属していたが、2008年5月に退団した。
- 2009年4月、声優の西凜太朗と結婚[8][11]。
- 2010年11月5日、男児出産[12][13]。

## 人物
夫の西との交際のきっかけは1994年、つかこうへい事務所制作の舞台俵万智原作の『二分の一秒　笑顔をとめて』で共演した時である。その時の第一印象は「なんて汗かきな人だろう。大丈夫かな」と思っていたという。
その時、「相手役なんだから、たまにはご飯でも食べに行けよ」と言われ、出かけたりし、10年ぐらいは一緒に暮らすも、一度は破局。当時は西のことは「優しく楽しい人だが、この人とずっと一緒にいていいのかなあ」と悩み、2年近くは一度も会うこともなかったという。
2007年夏に共通の知人の葬儀の席で、西と久しぶりに再会し、嫌いになって別れたわけではなかったことから、「あら、元気？」と声を掛けていた。その後、2008年3月に西からのアプローチがあり、結婚を前提として付き合い始めたという。
しかし誘っては断るといった状況で、2017年時点でも笑い話になる程であったという。ある時、西が「食べていけるようになった」と給与明細を持ってきたが、「あら、良かったわね、今度おごってねー」ぐらいの感じだったが、粘り強くアピールしてきたという。
10年も一緒に暮らしていたこともあり、お互いの親にも紹介済みで、家族も待ってくれていたことから「だったらやり直してみようかな」と思ったという。
特技は日本舞踊（若柳流）、スキューバダイビング。

## ディスコグラフィ

### シングル
| 枚  | 発売日         | タイトル                   | c/w                                 | 形態  | 規格品番   | オリコン最高位 |
| VAP | VAP            | VAP                        | VAP                                 | VAP   | VAP        | VAP            |
| --- | -------------- | -------------------------- | ----------------------------------- | ----- | ---------- | -------------- |
| 1st | 1987年6月17日  | おこりんぼの人魚           | 灼熱SEASON                          | EP    | 10269-07   | 13位           |
| 2nd | 1987年9月17日  | 秋からのSummer Time        | テンダネス                          | EP    | 10269-07   | 10位           |
| 2nd | 1988年3月21日  | 秋からのSummer Time        | テンダネス                          | 8cmCD | 20034-10   | 10位           |
| 3rd | 1988年2月3日   | センチメンタルはキ・ラ・イ | 瞳は夜を超えて                      | EP    | 10269-07   | 18位           |
| 3rd | 1988年3月21日  | センチメンタルはキ・ラ・イ | 瞳は夜を超えて                      | 8cmCD | 20035-10   | 18位           |
| 4th | 1989年12月5日  | そのままの君でいて         | MIDNIGHT BLUE（KISSME QUICKの楽曲） | 8cmCD | 20366      | 52位           |
| 5th | 1990年10月21日 | パールカラーにゆれて       | センチメンタルはロックン・ロール    | 8cmCD | VPDB-20386 | 圏外           |

### アルバム

#### オリジナル・アルバム
|     | 発売日         | タイトル      | 規格 | 規格品番 | オリコン最高位 |
| VAP | VAP            | VAP           | VAP  | VAP      | VAP            |
| --- | -------------- | ------------- | ---- | -------- | -------------- |
| 1st | 1987年10月21日 | SUMMER STREAM | LP   | 30217-28 | 23位           |
| 1st | 1987年10月21日 | SUMMER STREAM | CD   | 80040-32 | 23位           |

#### カバー・アルバム
|     | 発売日        | タイトル | 規格 | 規格品番   | オリコン最高位 |
| VAP | VAP           | VAP      | VAP  | VAP        | VAP            |
| --- | ------------- | -------- | ---- | ---------- | -------------- |
| 1st | 1990年2月21日 | EASTER   | CD   | VPCB-80387 | 65位           |

#### ベスト・アルバム
|                  | 発売日           | タイトル                       | 規格             | 規格品番         | オリコン最高位   |
| ポニーキャニオン | ポニーキャニオン | ポニーキャニオン               | ポニーキャニオン | ポニーキャニオン | ポニーキャニオン |
| ---------------- | ---------------- | ------------------------------ | ---------------- | ---------------- | ---------------- |
| 1st              | 2004年1月21日    | Myこれ!クション 仁藤優子ベスト | CD               | PCCA-01980       | 圏外             |
| 2nd              | 2010年5月19日    | Myこれ!Liteシリーズ 仁藤優子   | CD               | PCCS-00142       | 圏外             |
| VAP              |                  |                                |                  |                  |                  |
| 3rd              | 2011年5月18日    | ゴールデン☆ベスト 仁藤優子     | CD               | VPCC-84177       | 圏外             |

### タイアップ曲
| 楽曲                | タイアップ                                            | 収録作品                        |
| ------------------- | ----------------------------------------------------- | ------------------------------- |
| おこりんぼの人魚    | よみうりテレビ1987年サマーキャンペーンソング          | シングル「おこりんぼの人魚」    |
| 秋からのSummer Time | OVA『新ダーティペア』エンディングテーマ               | シングル「秋からのSummer Time」 |
| そのままの君でいて  | NTV系アニメ『機動警察パトレイバー』オープニングテーマ | シングル「そのままの君でいて」  |

## 出演

### テレビ番組
- うるとら7:00（日本テレビ）
- DOKIドキDO!（日本テレビ、1987年）
- 新型!!スターマガジンSEE-X（フジテレビ、1988年3月23日 ※仁藤の特集）[15]
- 笑っていいとも!（フジテレビ、1991年4月 - 9月 ※水曜日担当）
- BSアニメ夜話 ガンバの冒険（NHK BS2、2008年11月6日）[16]

### テレビドラマ
- ばら色の人生（1987年、NHK）
- ザ・スクールコップ（1988年、フジテレビ） - 大谷富子 役
- 舞妓さんの初恋（1989年、TBS）
- いけない女子高物語（1990年、日本テレビ） - 由加 役 ※役作りの為にショートヘアーに。
- 新吾十番勝負 江戸城(秘)大奥の陰謀!（1990年、テレビ朝日） - 勝姫 役
- お父さん（1990年10月 - 12月、日本テレビ）
- 冬の京都幽霊事件ミステリー研女子大生のドキドキ名推理!（1991年3月5日、テレビ朝日）
- 外科病棟女医の事件ファイル（1991年7月 - 9月、テレビ朝日）
- フルムーン旅情ミステリー6（1992年4月28日、日本テレビ）
- 北の運河殺人事件（1992年7月21日、日本テレビ）
- 小京都ミステリー9・出雲路天女伝説殺人事（1993年9月7日、日本テレビ）
- 北の果て襟裳岬婚約旅行殺人事件（1993年9月4日、テレビ朝日土曜ワイド劇場）※樋口可南子出演作「北海道殺人旅行・私の婚約日記」のリメイク。原作もカトリーヌ・アルレーで同一。
- 土曜ワイド劇場 「探偵事務所」シリーズ（1994年 - 1999年、テレビ朝日系）
- お姉さんの朝帰り（1994年、朝日放送テレビ） - 薬師寺葵 役
- 魅せられて（1994年、東海テレビ） - 丸山由加 役
- 新・法医学教室の事件ファイル 死体が嘘をついた!?女医が解剖する殺人トリック!（1994年7月9日、テレビ朝日）
- 下町「いろは湯」サブちゃんの純情裏稼業（1995年6月10日、朝日放送テレビ）
- 刑事追う! 第10話「消された情報屋」（1996年、テレビ東京）
- はみだし刑事情熱系（1996年） - 片岡里美 役
- 「探偵事務所」死んでいく依頼人!連続殺人犯は屋上密室から消えた…（1996年9月7日、テレビ朝日）
- 横恋慕 (テレビドラマ)（1996年9月、日本テレビ）
- 史上最悪のファミリー（1998年4月 - 6月、日本テレビ）
- 遺留指紋（1998年6月2日、日本テレビ）
- 別れる二人の事件簿（2000年4月 - 6月、テレビ朝日） - 貴船かおり 役
- おばさん会長・紫の犯罪清掃日記!ゴミは殺しを知っている 第1作（2000年5月、TBS） - 大隅香織 役
- 月曜ミステリー劇場（TBS）
  - 早乙女千春の添乗報告書10 山梨湯けむりツアー殺人事件（2000年10月16日）
  - 早乙女千春の添乗報告書13 神戸･淡路湯けむりツアー殺人事件（2003年1月6日）
  - 早乙女千春の添乗報告書15 奥軽井沢湯けむりツアー殺人事件（2004年1月12日） - 町田恵子 役
- 古都金沢〜華道家元、花の殺意（2001年5月、テレビ朝日）
- 京都の芸者弁護士事件簿5（2001年8月、朝日放送テレビ） - 白鳥千草 役
- アドベンチャー探偵の事件簿2（2001年11月、TBS）
- 赤い霊柩車17（2003年6月、フジテレビ）‐ 松井留美 役
- ホームドラマ!（2004年5月、TBS） - 矢口俊輔の妻　役
- 虹のかなた（2004年、毎日放送）
- 水曜ミステリー9「刑事吉永誠一 涙の事件簿2」（2004年、テレビ東京）
- 水戸黄門 第34部 第5話「格さん不覚 消えた印籠」（2005年、TBS）- お衣
- 金曜プレステージ ドクター小石の事件カルテ(3)（2006年、フジテレビ系） - 阿部千夏 役
- クロサギ 第1話（2006年4月、TBS） - 松村靖子 役
- 玉蘭（2007年6月、テレビ朝日）
- 有閑倶楽部（2007年12月、日本テレビ）
- 土曜ワイド劇場・「失踪調査人・港亮介」（2008年11月29日、テレビ朝日）
- 相棒（テレビ朝日 / 東映）
  - season8 第6話「フェンスの町で」（2009年11月25日、テレビ朝日 / 東映） - 土本由香里 役
  - season15 第13話「声なき者～籠城」・第14話「声なき者～突入」（2017年2月1日・8日） - 新堂亮子 役[17]
- 月曜ゴールデン・「十津川警部シリーズ47 熱海・湯河原殺人事件」（2012年4月16日、TBS） - 小早川あい 役
- 東野圭吾ミステリーズ（2012年、フジテレビ） - 倉敷の妻（ナビゲーションパート） 役
- ジゴロinシェアハウス（2015年3月13日 - 、TBSチャンネル） - 江島芳乃 役
- 高嶺と花（2019年3月18日 - 5月6日、FOD / 4月23日 - 6月18日、フジテレビ） - 野々村笑 役

### ラジオ番組
- おちゃめな夜だよいたずらレモン（1987年10月 - 1989年3月、ニッポン放送）
- サーティンカンパニィ ドキドキ業界通信(文化放送)
- 仁藤優子 笑顔にForYou（綜合放送制作、ラジオ関西他ネット）
- 仁藤優子 乙女座カーニバル宣言

### 舞台
- 恋と革命-学習院大学の校舎裏-
- In CAFE/STORY 3
- 日の出通り商店街 いきいきデー
- イメルダ
- 月の氷柱〜もうひとつのかまいたちの夜 - 渡瀬可奈子 役
- ブラック・コメディ
- We are Women
- 火の大輪
- 夫婦漫才
- 唄って踊って八百八町〜フィナーレ・マツケンサンバ
- 新宿ブギウギ〜戦後闇市興亡史〜
- 母に捧げるラストバラード
- 龍馬が翔ぶ - お登勢 役

### 映画
- ネイビーロックウオー撃破せよ!
- 山田ババアに花束を（1990年） - 岸真由子 役
- BayCityギャンブラー
- 王手（1991年） - 嶋田加奈子 役
- 白百合女学園洋弓部 白銀の標的（1991年）※OVA
- パチンコ物語番外編 パチスロ一攫千金
- 大阪極道戦争しのいだれ（1994年） - 井上多麻子 役
- 修羅がゆく（1995年） - 茜 役
- 勝手にしやがれ!!〜逆転計画（1996年） - サツキ 役
- リストラ代紋（1996年） - 鳴海映子 役
- 悪銭狩り（2000年） - 山浦の妻 役
- 感染列島（2009年） - 研一の母親 役

### CM
- 森永製菓 - ハイクラウン チョコレート
- 森永製菓 - パリパリバー
- ライオン - クイックス
- 三菱製紙
- 法務省
- 旺文社 - ハイトップ
- 仁尾太陽博

### テレビアニメ
- NIGHT HEAD GENESIS（2006年、GyaO他） - 霧原直美 役

### インターネットドラマ
- Cradle［クレイドル］ -眠れぬ夜の子守唄-（2007年、日本ベーリンガーインゲルハイム、全10話）

### その他
- 出身地の縁から開業時の千葉都市モノレールのイメージガールをつとめたことがある。